# Walter Leja
Walter Rolland « Rocky » Leja, né le 1er juillet 1921 à Koniówka, en Pologne et mort le 22 novembre 1992, est un démineur canadien.

## Biographie
Né à Koniówka, en Pologne, il émigre au Canada. Il se joint à l'Armée canadienne (Corps du génie royal canadien) et devient un expert en déminage. Le 17 mai 1963, il démine avec succès deux bombes qui avaient été posées dans des boîtes aux lettres à Westmount, au Québec, par l'organisation séparatiste Front de libération du Québec (FLQ). 
Une troisième bombe, trouvée dans une boîte aux lettres au coin de Lansdowne Avenue et de Westmount Avenue, explose alors que Leja tentait de la désarmer, lui arrachant la majeure partie de son bras gauche et lui écrasant le visage et la poitrine. Il subit des lésions cérébrales, perd la capacité de parler et est paralysé du côté droit. Le photographe André Sima était présent lors de l'explosion,. Bien que les informations initiales aient révélé que les chances de survie de Leja étaient extrêmement minces, il survit à l'explosion. Il reçoit la médaille George en janvier 1964 pour son courage remarquable et son dévouement sans pareil. 
Jean-Denis Lamoureux, membre du FLQ qui a participé à la mise en place des bombes, a par la suite été emprisonné. 
En 2013, Walter Leja est honoré par l'Assemblée Nationale du Québec en tant que héros pour son travail de déminage lors de la crise d'Octobre. De plus, une plaque commémorative au lieu de l'explosion est installée à Westmount en son honneur,